# Machimus rusticus
Machimus rusticus är en tvåvingeart som först beskrevs av Johann Wilhelm Meigen 1820.  Machimus rusticus ingår i släktet Machimus och familjen rovflugor. Inga underarter finns listade i Catalogue of Life.

## Bildgalleri

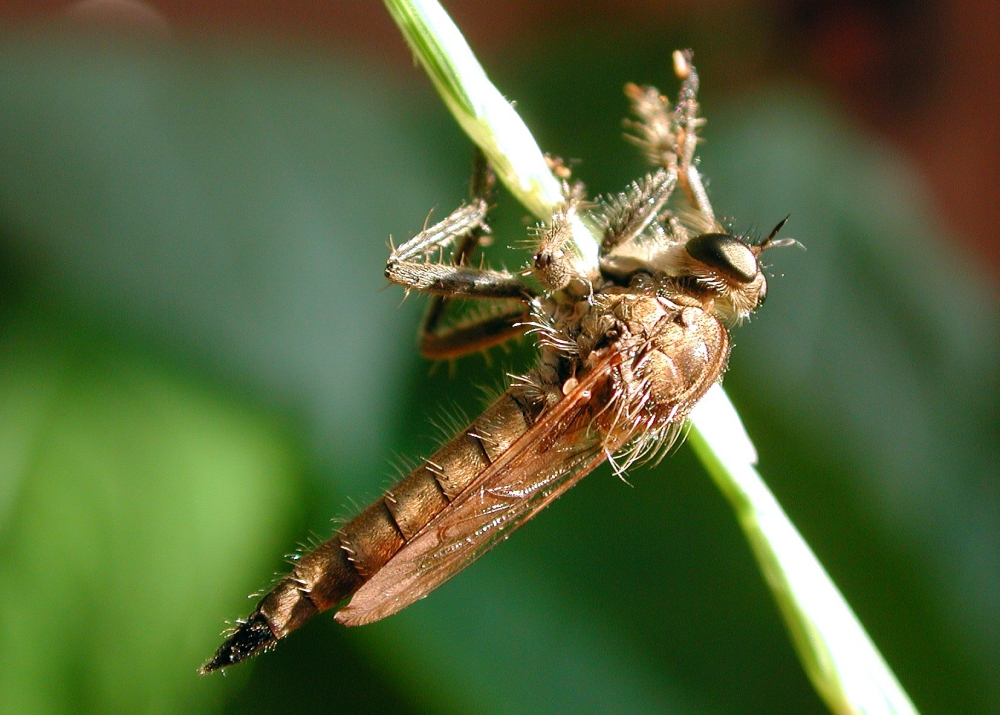
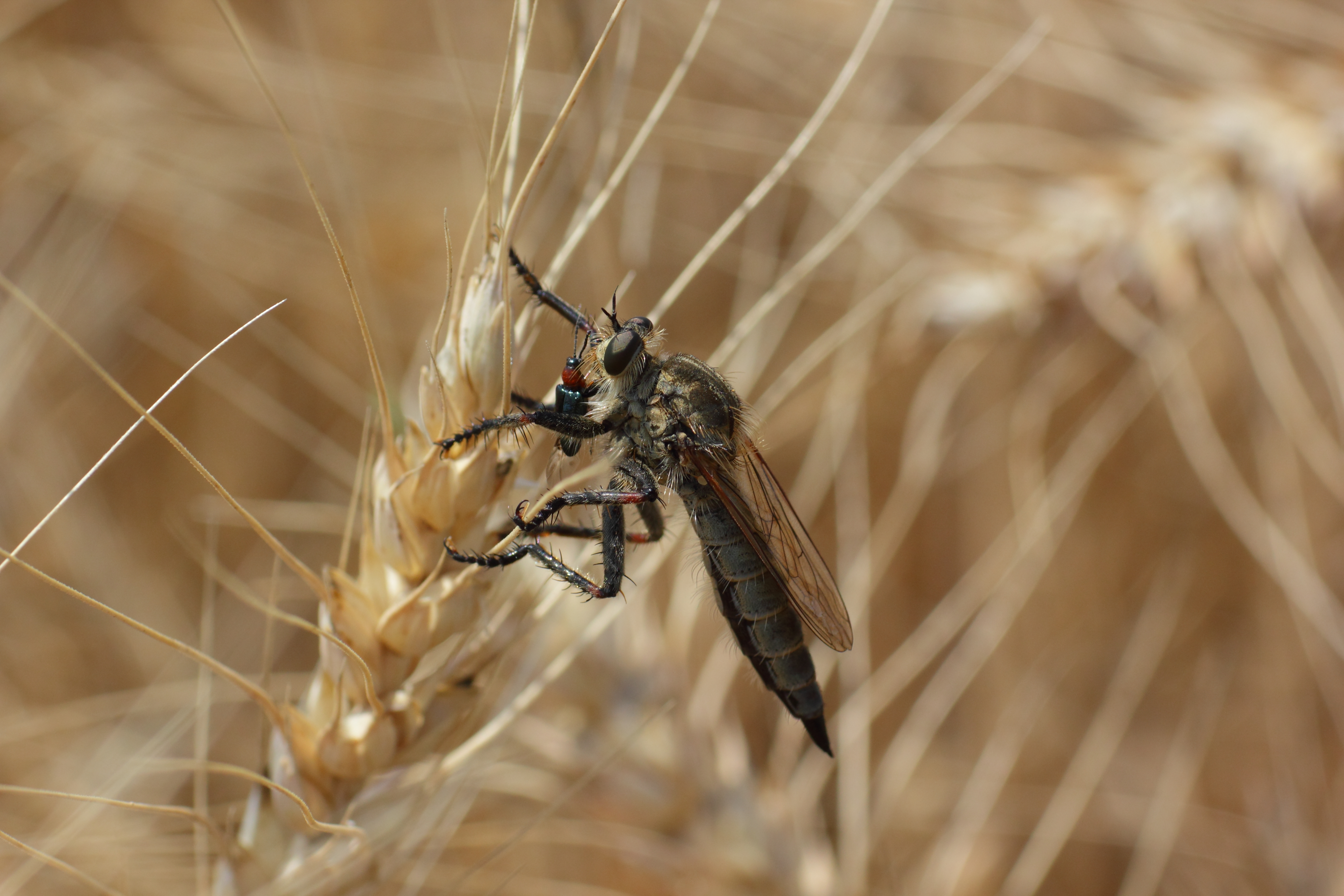
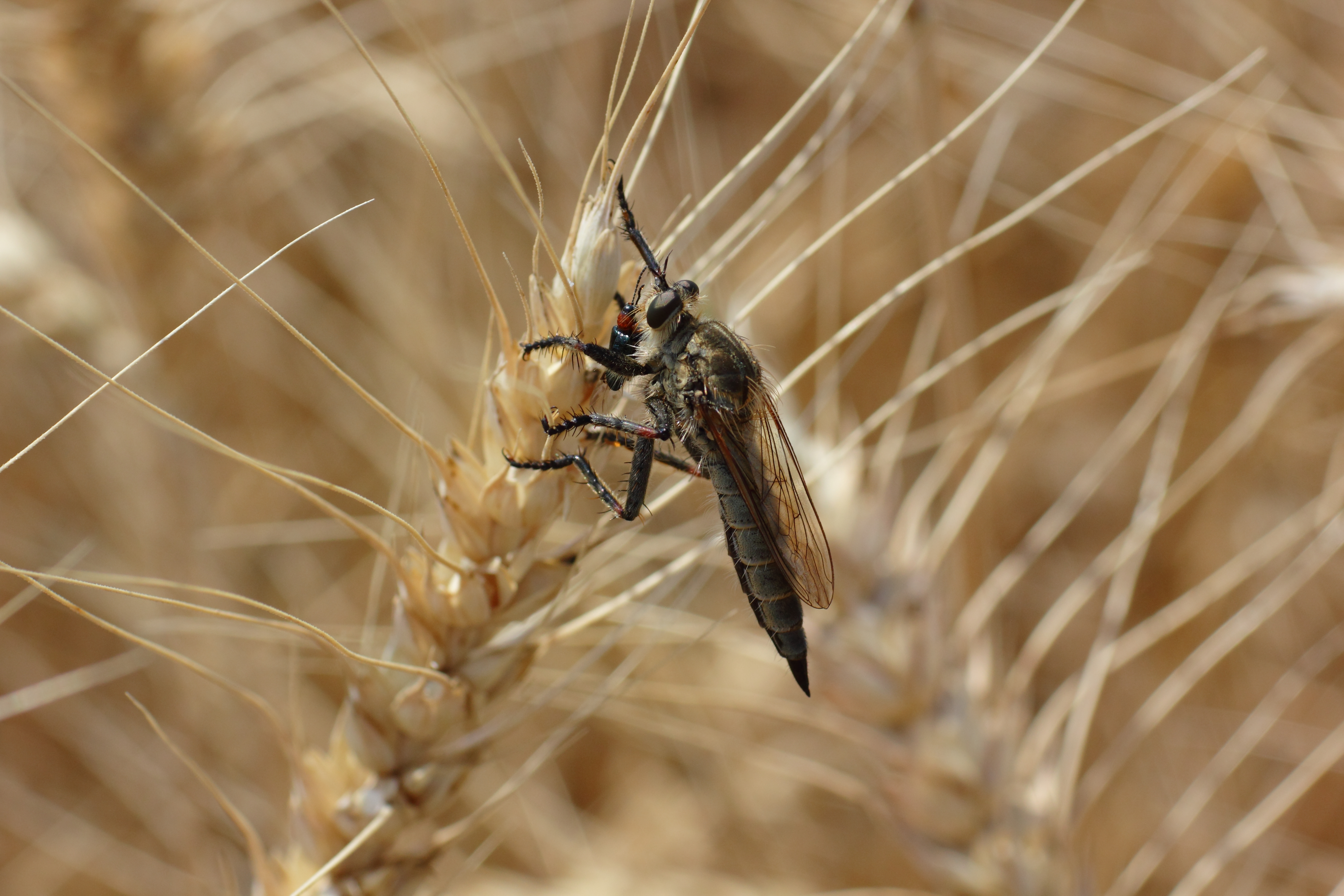
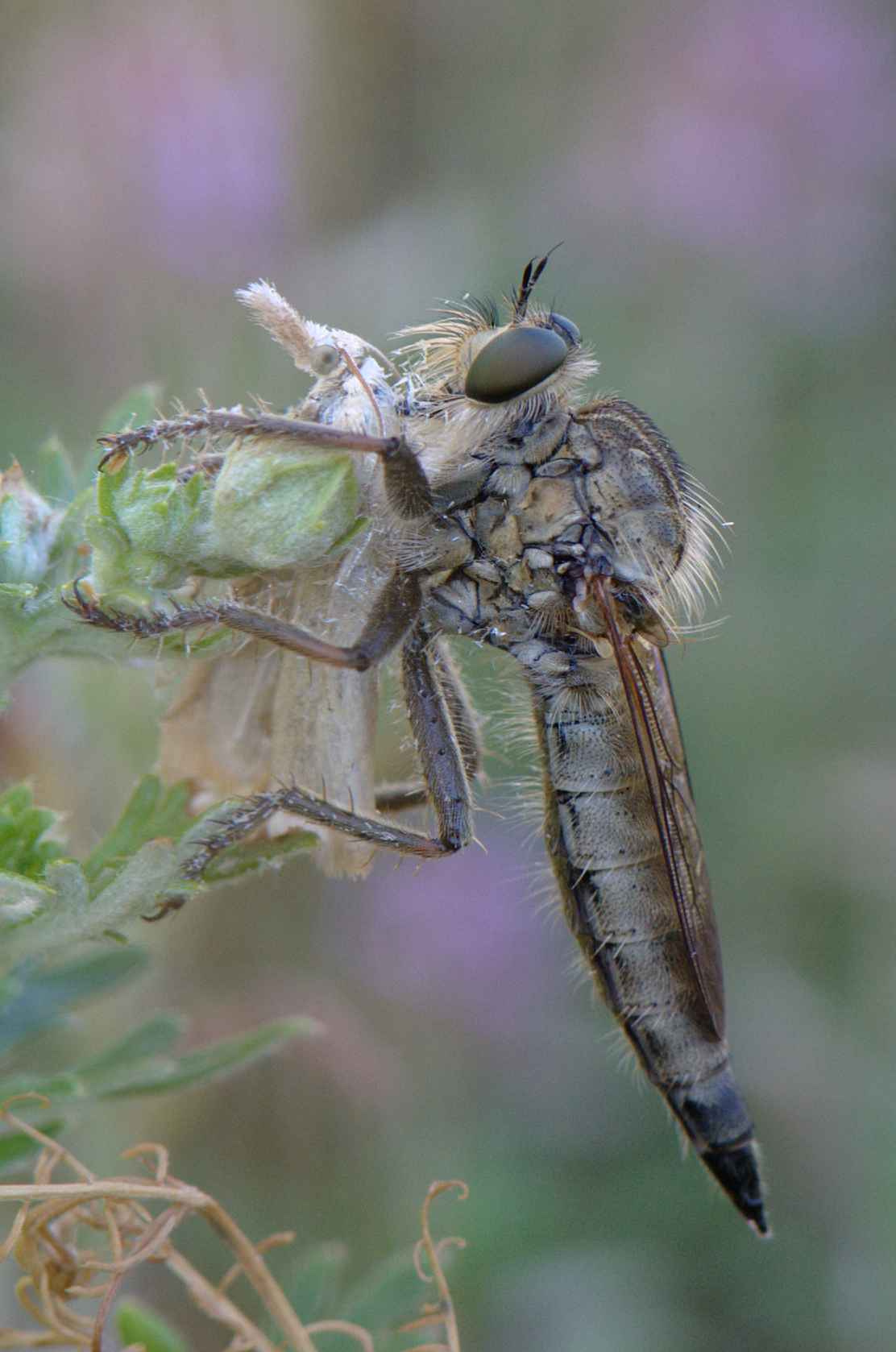
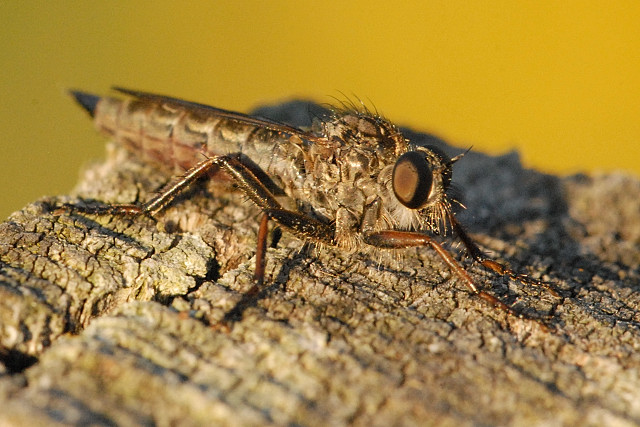